# Mestres de Campione

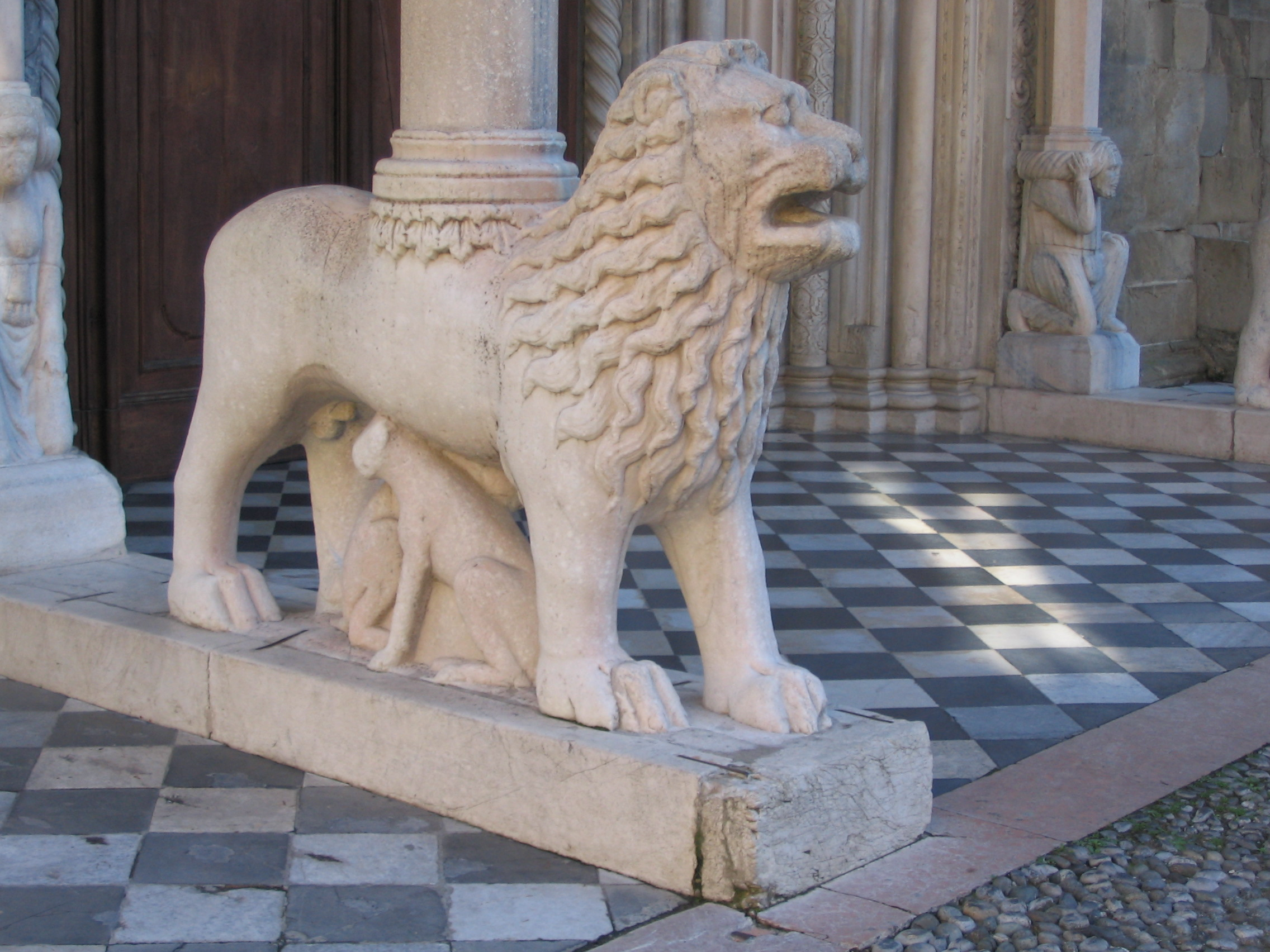
Giovanni da Campione, lleó de l'església de Santa Maria Maggiore de Bèrgam.

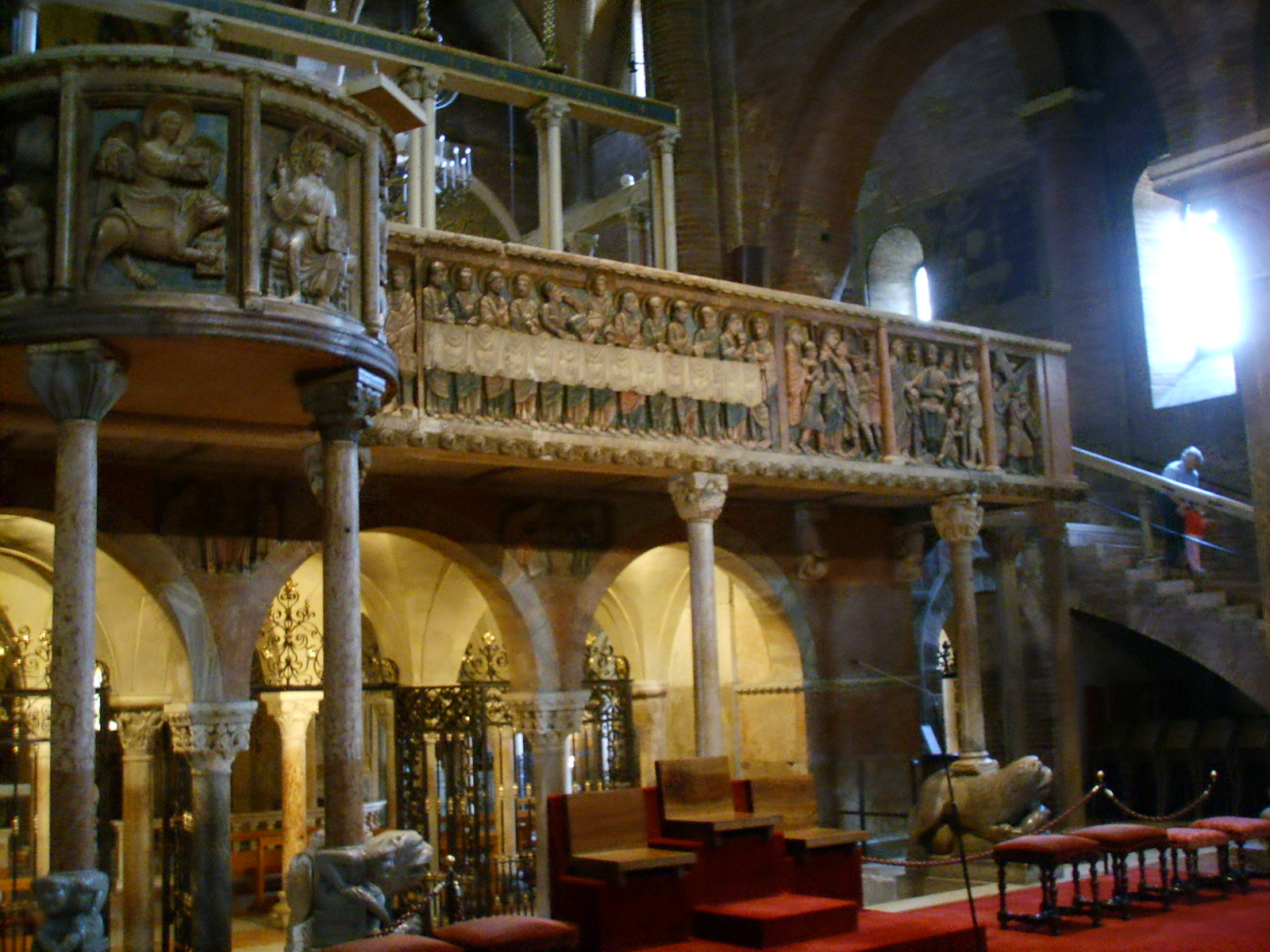
Obra dels mestres de Campione a la catedral de Mòdena.

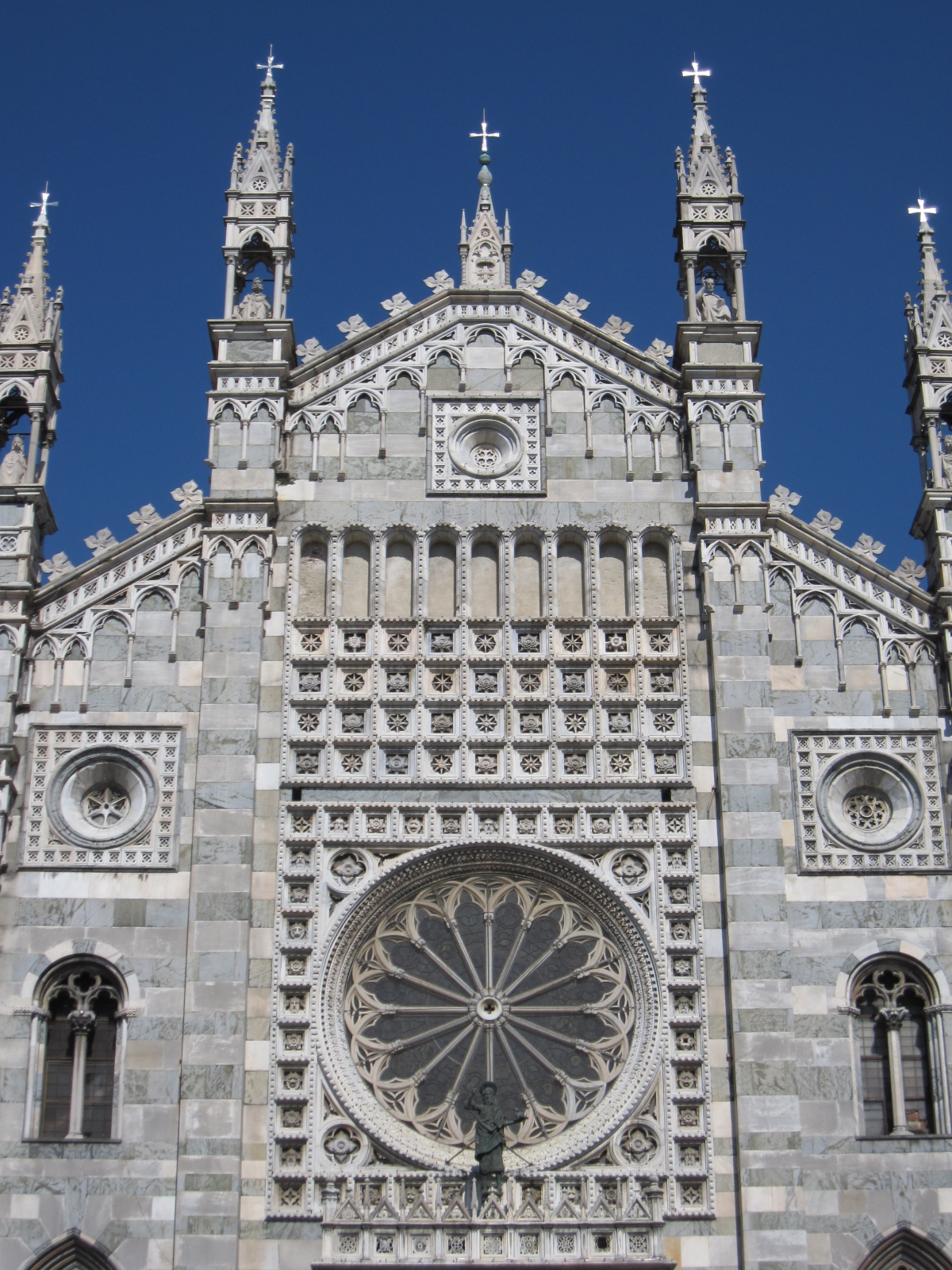
Façana de la catedral de Milà per Matteo da Campione.

Es denominen com a mestres de Campione (en italià: maestri campionesi) a un conjunt d'escultors italians oriünds de Campione d'Italia actius durant l'edat mitjana i estilísticament adscrits a l'art gòtic.

## Les mestrances comasco-ticineses
Els escultors durant l'Edat mitjana es reunien freqüentment en corporacions anomenades mestrances, en el cas que ens ocupa es tracta d'una mestrança activa especialment a Llombardia, Emília, Ligúria, el Vèneto i el Trentí des del segle xii fins al segle xv.
Pel que fa als mestres de Campione aquests van constituir una de les mestrances provinents de la diòcesi comastega la qual, durant l'Edat mitjana corresponia als territoris de l'actual cantó majorment italoparlant de Suïssa: el cantó de Ticino, obert geogràficament a la plana, i en particular a la Llombardia, en aquesta diòcesi les mestrances es van succeir en el curs dels segles i van ser apel·lades segons els principals llocs de provinença, així cronològicament es va passar dels mestres comacini actius durant l'Alta edat mitjana i adscrits encara a l'art romànic, als Benedetto Antelami amb els seus seguidors i finalment als campionesi.
Els primers treballs notoris dels representants d'aquest grup llombard són del segle xiii i corresponen a les escultures realitzades pel mestre Anselmo da Campione en la catedral de Mòdena, a mitjans del mateix segle els germans Guido i Lanfranco da Como es van destacar a la Toscana en realitzar el 1246 la font baptismal del baptisteri de la catedral de Pisa; gairebé paral·lelament Adamo d'Arogno i la seva família van treballar en el Trentí i a Àustria.
En el moment concloent i tardà d'aquest conjunt d'artistes es va destacar la família anomenada da Campione: Ugo da Campione i el seu fill Giovanni van ser els autors dels pòrtics de l'església de Santa Maria Maggiore de Bèrgam, mentre que Bonino es va fer conèixer pels seus monuments al Castell Sforzesco de Milà i el monument a Cansignoro della Scala a Verona, per la seva part Matteo da Campione va laborar a la cartoixa i al Duomo de Milà cap a 1428.
Estant encara artistes gòtics i amb influències alemanyes, tanmateix els mestres de Campione s'anticipen -formant part del gòtic tardà- a l'incipient Renaixement italià.